# San Felipe Teotitlán
San Felipe Teotitlán es una población del extremo noreste del Estado de México, forma parte del municipio de Nopaltepec.

## Localización y demografía
San Felipe Teotitlán se encuentra localizado en el extremo noreste del territorio del Estado de México en las coordenadas 19°48′10″N 98°42′05″O / 19.80278, -98.70139 y a una altitud de 2 453 metros sobre el nivel del mar. Su entorno es una planicie dedicada fundamentalmente a labores agrícolas, se encuentra a unos cinco kilómetros al sur del límite entre el Estado de México y el estado de Hidalgo. En el punto en que la frontera es señalada por el curso del río Papalotla se encuentra la arquería monumental del Acueducto del Padre Tembleque, declarado Patrimonio de la Humanidad por la UNESCO.
Se localiza a unos dos kilómetros al norte de la cabecera municipal, Nopaltepec, con la que se comunica por una carretera pavimientada; a dos kilómetros al oeste se encuentra la carretera Federal 132 o México-Tulancingo.
De acuerdo a los resultados del Censo de Población y Vivienda de 2010 realizado por el Instituto Nacional de Estadística y Geografía, tiene una población total de 3 974 habitantes, de los que 1 953 son hombres y 2 021 son mujeres. Esto la convierte en la localidad más poblada del municipio.